# The Other Man (película de 2008)
The Other Man es un thriller psicológico británico-estadounidense de 2008 dirigido por Richard Eyre. Está protagonizado por Liam Neeson, Antonio Banderas y Laura Linney. Película basada en Der Andere (El otro, 1962), un relato corto del escritor alemán Bernhard Schlink.
La película fue estrenada en el Festival Internacional de Cine de Toronto el 7 de septiembre de 2008 y exhibida fuera de competición en el Festival Internacional de Cine de San Sebastián el 18 de septiembre de ese mismo año.
En unas declaraciones realizadas en la rueda de prensa celebrada tras la proyección de la película en San Sebastián, así describía Antonio Banderas a Ralph Cortés, su personaje:

"Mi personaje es patético; es un hombre que ha abandonado todos sus sueños y no es lo que dice ser. Finge ser algo que no es, y poco a poco descubrimos que no es nadie. En realidad no tiene nada, pero en su misma inconsciencia es feliz".

## Argumento
Tras la muerte de Lisa, Peter, su marido, descubre que ella ha estado recibiendo correos electrónicos y mensajes de un hombre cuya existencia él desconocía. En contra del consejo de su hija Abigail, Peter, dolido y vengativo, vuela a Milán para buscar al misterioso Ralph y descubrir la verdad sobre el otro hombre en la vida de su esposa.

## Reparto
- Liam Neeson como Peter
- Antonio Banderas como Ralph
- Laura Linney como Lisa
- Romola Garai como Abigail
- Craig Parkinson como George
- Paterson Joseph como Ralph
- Pam Ferris como Vera
- Richard Graham como Eric
- Emma Fielding como Gail
- Amanda Drew como Joy
- Paul Ritter como Guy